# Fran González (calciatore 1989)
Francisco Javier González Muñoz, detto Fran (Cordova, 1º febbraio 1989), è un calciatore spagnolo, difensore dell'Atlético Porcuna.

## Carriera
Ha giocato nella massima serie dei campionati cipriota, thailandese, hongkonghese ed indiano.

## Statistiche

### Presenze e reti nei club
Statistiche aggiornate al 1º marzo 2021.
| Stagione        | Squadra         | Campionato      | Campionato | Campionato | Coppe nazionali | Coppe nazionali | Coppe nazionali | Coppe continentali | Coppe continentali | Coppe continentali | Altre coppe | Altre coppe | Altre coppe | Totale | Totale |
| Stagione        | Squadra         | Comp            | Pres       | Reti       | Comp            | Pres            | Reti            | Comp               | Pres               | Reti               | Comp        | Pres        | Reti        | Pres   | Reti   |
| --------------- | --------------- | --------------- | ---------- | ---------- | --------------- | --------------- | --------------- | ------------------ | ------------------ | ------------------ | ----------- | ----------- | ----------- | ------ | ------ |
| 2015-2016       | Ermīs Aradippou | A               | 34         | 3          | -               | -               | -               | -                  | -                  | -                  | -           | -           | -           | 34     | 3      |
| 2016            | Pattaya Utd     | TL              | 10         | 1          | -               | -               | -               | -                  | -                  | -                  | -           | -           | -           | 10     | 1      |
| 2018-2019       | Lee Man         | PL              | 18         | 1          | -               | -               | -               | -                  | -                  | -                  | -           | -           | -           | 18     | 1      |
| 2019-2020       | Mohun Bagan     | I-L             | 26         | 10         | -               | -               | -               | -                  | -                  | -                  | -           | -           | -           | 26     | 10     |
| 2020-2021       | Bengaluru       | ISL             | 18         | 1          | -               | -               | -               | -                  | -                  | -                  | -           | -           | -           | 18     | 1      |
| 2021-2022       | Real Kashmir    | IL              | 4          | 0          | -               | -               | -               | -                  | -                  | -                  | -           | -           | -           | 4      | 0      |
| Totale carriera | Totale carriera | Totale carriera | 100        | 16         |                 | -               | -               |                    | -                  | -                  |             | -           | -           | 100    | 16     |

## Palmarès

### Club

#### Competizioni nazionali
- I-League: 1

Mohun Bagan: 2019-2020